# Gula Mons
Gula Mons es un volcán ubicado en el oeste de Eistla Regio en el planeta Venus; tiene 3 kilómetros (1,9 millas) de altura y está ubicado aproximadamente a 22 grados de latitud norte, 359 grados de longitud este.

## Rasgos topográficos
Su característica principal es un conjunto de fracturas tipo rift orientadas NE-SW que conectan dos calderas de cumbre. También hay una estructura que une la caldera del norte y el sistema de crestas con la corona Idem Kuva ubicada al NO de Gula Mons. Los flujos de lava que se extienden radialmente que tienen formas digitadas y anchas en forma de lámina se extienden desde la cumbre, incluidos los flujos oscuros de radar que se superponen a varios depósitos de lava más antiguos. Las fracturas radiales y circunferenciales están presentes en los flancos.